# James Christie

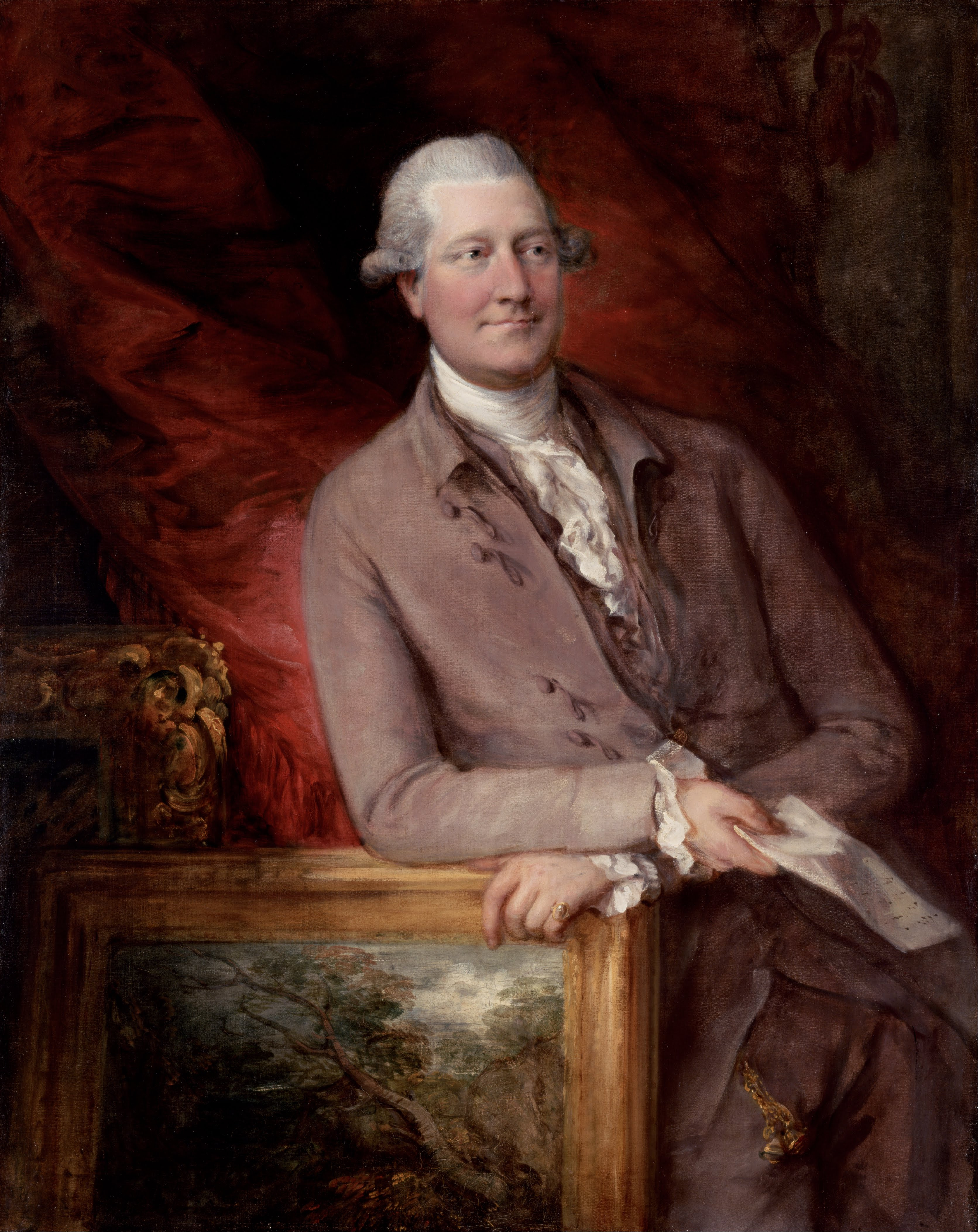
Porträt von James Christie (1730–1803)

James Christie (* 1730 in Perth oder Strand, London; † 1803 in Pall Mall, London) war ein britischer Auktionator und der Gründer des am 5. Dezember 1766 eröffneten Auktionshauses Christie’s. Das in Pall Mall in London gelegene Auktionshaus Christie’s Great Rooms wickelte einige der wichtigsten Verkäufe des späten achtzehnten Jahrhunderts ab.

## Karriere
Christie begann seine Geschäftstätigkeit in London als Assistent eines Auktionators in Covent Garden und blieb mit ihm noch für einige Jahre in einer unternehmerischen Partnerschaft. Am 5. Dezember 1766 begann mit dem Verkauf unter seinem eigenen Namen in Räumen in der Pall Mall, in denen sich früher das Druckereilager von Richard Dalton befand. In diesen Räumen fanden bis 1779 die Ausstellungen der Royal Academy of Arts statt. Danach zog Christie in die Nachbarschaft von Gainsborough, der im westlichen Flügel von Schomberg House wohnte.
Christie war von großer und würdiger Erscheinung, zeichnete sich durch Eloquenz und beruflichen Enthusiasmus aus und war mit Garrick, Reynolds, Gainsborough und anderen bedeutenden Persönlichkeiten befreundet. Er starb am 8. November 1803 im Alter von 73 Jahren in seinem Haus in der Pall Mall und wurde auf dem Friedhof der St James’s Church, Piccadilly, begraben, der sich in einiger Entfernung von der Kirche an der Hampstead Road in Camden, London, befand.

## Ehen und Nachkommen

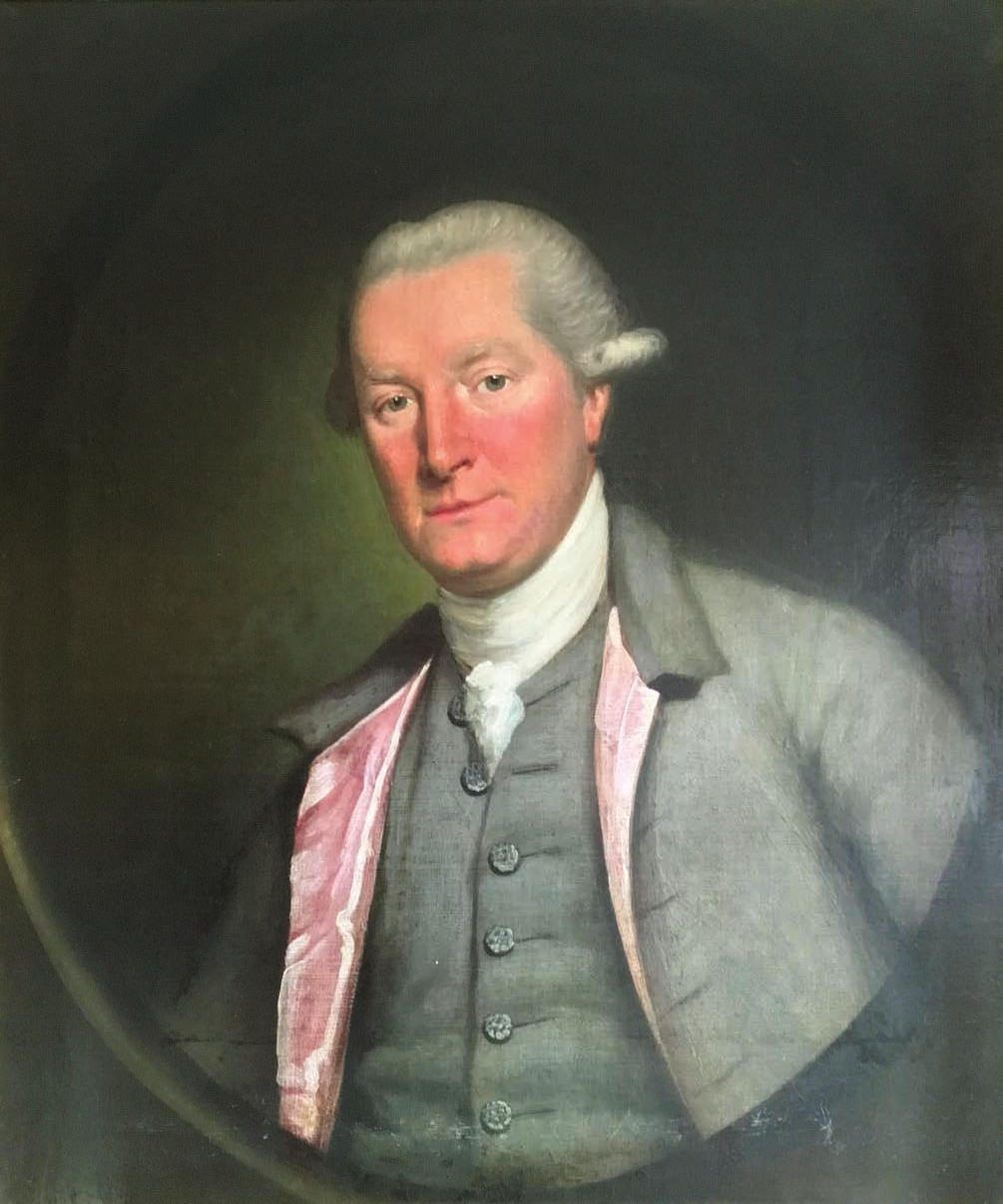
Porträt in Öl von James Christie von Benjamin Vandergucht.

Er war zweimal verheiratet und hinterließ aus der ersten Ehe mindestens vier Söhne, von denen der älteste, James Christie der Jüngere (1773–1831), sein Unternehmen weiterführte; der zweite, Charles, Captain der 5th Bengal Native Infantry der Bengal Army, wurde 1812 in Persien bei einem russischen Angriff getötet; der dritte, Albany, starb 1821; und Edward, der vierte, starb 1821 als Midshipman der Royal Navy in Port Royal, Jamaika.